# Hachim Mastour
Hachim Mastour (Reggio Emilia, 15 juni 1998) is een Marokkaans-Italiaans voetballer die doorgaans als offensieve middenvelder speelt. Mastour debuteerde in 2015 in het Marokkaans voetbalelftal.

## Clubcarrière

### AC Milan
Op twaalfjarige leeftijd verliet Mastour de jeugdopleiding van AC Reggiana 1919 voor die van AC Milan. Op 18 mei 2014 zat hij onder Clarence Seedorf voor het eerst op de bank bij het eerste team van Milan, tijdens een competitiewedstrijd in de Serie A tegen US Sassuolo. Hij was toen vijftien jaar oud.
AC Milan verhuurde Mastour in augustus 2015 voor twee jaar aan Málaga CF, op dat moment actief in de Primera División. Dat bedong daarbij een optie tot koop, maar tegelijkertijd liet Milan vastleggen dat het hem daarna voor een gelimiteerd transfersom ook weer terug zou kunnen halen. Na één seizoen met daarin slechts één optreden van Mastour zegden de Spanjaarden de huurdeal op. AC Milan verhuurde hem in juli 2016 vervolgens voor een jaar aan PEC Zwolle. Ook in Zwolle kon Mastour geen potten breken. Na vijf competitiewedstrijden en één bekerwedstrijd keerde Mastour weer terug bij AC Milan. In het seizoen 2017/18 zat Mastour sporadisch bij de selectie van Milan en moest hij het voornamelijk doen met wedstrijden in het tweede elftal.
In september 2018 verliet Mastour AC Milan.

### PAS Lamia
In september 2018 tekende Mastour een driejarig contract bij Grieks promovendus PAS Lamia en werd meteen de grootverdiener bij de club. Op 26 september debuteerde Mastour met een basisplaats in een wedstrijd tegen Panetolikos. Mastour kon zijn debuut bekronen met een doelpunt, maar miste een penalty.
Na een veelbelovend begin raakte Mastour geblesseerd aan zijn hamstring en koos ervoor om te revalideren bij zijn oude fysiotherapeut in Milaan. PAS Lamia keurde dit echter niet goed en na wat onduidelijkheden besloten de club en Mastour in maart 2019 om afscheid te nemen van elkaar.

### Reggina Calcio
Na het vertrek bij PAS Lamia koos Mastour om mee te trainen met Parma om zo een contract af te dingen. Nadat dat niet lukte tekende Mastour in oktober 2019 een driejarig contract bij Reggina Calcio uitkomend in de Serie C, en beloofde dat hij zijn carrière weer op de rit zou krijgen. In 2020 werd Mastour kampioen met Reggina en promoveerde hij en de club naar de Serie B.
In 2021 werd hij voor een half jaar verhuurd aan Carpi FC.

## Clubstatistieken
| Seizoen | Club                  | Competitie       | Competitie | Competitie | Beker | Beker | Internationaal | Internationaal | Totaal | Totaal |
| Seizoen | Club                  | Competitie       | Wed.       | Dlp.       | Wed.  | Dlp.  | Wed.           | Dlp.           | Wed.   | Dlp.   |
| ------- | --------------------- | ---------------- | ---------- | ---------- | ----- | ----- | -------------- | -------------- | ------ | ------ |
| 2014/15 | AC Milan              | Serie A          | 0          | 0          | 0     | 0     | —              | —              | 0      | 0      |
| 2015/16 | → Málaga CF           | Primera División | 1          | 0          | 0     | 0     | —              | —              | 1      | 0      |
| 2016/17 | → PEC Zwolle          | Eredivisie       | 5          | 0          | 1     | 0     | —              | —              | 6      | 0      |
| 2017/18 | AC Milan              | Serie A          | 0          | 0          | 0     | 0     | 0              | 0              | 0      | 0      |
| 2018/19 | PAS Lamia             | Super League     | 4          | 0          | 2     | 0     | —              | —              | 6      | 0      |
| 2019/20 | Reggina Calcio        | Serie C          | 1          | 0          | 0     | 0     | —              | —              | 1      | 0      |
| 2020/21 | Reggina Calcio        | Serie B          | 9          | 0          | 2     | 0     | —              | —              | 11     | 0      |
| 2020/21 | → Carpi FC            | Serie C          | 10         | 1          | 0     | 0     | —              | —              | 10     | 1      |
| 2023/24 | Union Touarga Sportif | Botola Pro       | 9          | 0          | 0     | 0     | —              | —              | 9      | 0      |
| Totaal  | Totaal                | Totaal           | 39         | 1          | 5     | 0     | 0              | 0              | 44     | 1      |

## Interlandcarrière

### Marokko
Mastour werd geboren in het Italiaanse Reggio Emilia. Hij bezit twee nationaliteiten, waardoor hij ook voor Italië had mogen uitkomen. Op 12 juni 2015 debuteerde hij voor Marokko, in een kwalificatiewedstrijd voor de Afrika Cup 2017 tegen Libië. Marokko won met 1–0. Mastour (16 jaar en 363 dagen oud) werd zo de jongste debutant ooit in het Marokkaans voetbalelftal.
| Interlands van Hachim Mastour voor Marokko | Interlands van Hachim Mastour voor Marokko | Interlands van Hachim Mastour voor Marokko | Interlands van Hachim Mastour voor Marokko | Interlands van Hachim Mastour voor Marokko | Interlands van Hachim Mastour voor Marokko |
| №                                          | Datum                                      | Wedstrijd                                  | Uitslag                                    | Soort Wedstrijd                            | Doelpunten                                 |
| Als speler bij AC Milan                    | Als speler bij AC Milan                    | Als speler bij AC Milan                    | Als speler bij AC Milan                    | Als speler bij AC Milan                    | Als speler bij AC Milan                    |
| ------------------------------------------ | ------------------------------------------ | ------------------------------------------ | ------------------------------------------ | ------------------------------------------ | ------------------------------------------ |
| 1.                                         | 12 juni 2015                               | Marokko – Libië                            | 1–0                                        | Kwalificatie Afrika Cup 2017               | 0                                          |

Italiaans voetbalelftal onder 16
Mastour debuteerde op 18 augustus 2013 in Italië –16, in een vriendschappelijke wedstrijd tegen Qatar –16 (3–0).
| Interlands van Hachim Mastour | Interlands van Hachim Mastour | Interlands van Hachim Mastour | Interlands van Hachim Mastour | Interlands van Hachim Mastour | Interlands van Hachim Mastour |
| №                             | Datum                         | Wedstrijd                     | Uitslag                       | Soort Wedstrijd               | Doelpunten                    |
| Als speler bij AC Milan       | Als speler bij AC Milan       | Als speler bij AC Milan       | Als speler bij AC Milan       | Als speler bij AC Milan       | Als speler bij AC Milan       |
| ----------------------------- | ----------------------------- | ----------------------------- | ----------------------------- | ----------------------------- | ----------------------------- |
| 1.                            | 18 augustus 2013              | Italië – Qatar                | 3 – 0                         | Vriendschappelijk             | 0                             |
| 2.                            | 4 september 2013              | Schotland – Italië            | 1 – 3                         | Vriendschappelijk             | 0                             |
| 3.                            | 5 november 2013               | Italië – Oostenrijk           | 1 – 1                         | Vriendschappelijk             | 0                             |
| 4.                            | 7 november 2013               | Italië – Oostenrijk           | 1 – 1                         | Vriendschappelijk             | 0                             |
| 5.                            | 11 december 2013              | Italië – Griekenland          | 1 – 2                         | Vriendschappelijk             | 0                             |
| 6.                            | 11 maart 2014                 | Italië – Kroatië              | 1 – 2                         | Vriendschappelijk             | 1                             |
| 7.                            | 13 maart 2014                 | Kroatië – Italië              | 3 – 0                         | Vriendschappelijk             | 0                             |